# The Doraemons: Un reto misterioso
The Doraemons: Un reto misterioso (ザ☆ドラえもんズ:怪盗ドラパン謎の挑戦状!  Za Doraemonzu: Kaitô Dorapan nazo no chôsen-jô! en japonés) es un cortometraje basado en The Doraemons, una serie basada en Doraemon de Fujiko F. Fujio.  La película se estrenó 8 de marzo de 1997, el mismo día que Doraemon y la fabrica de juguetes. El 26 de noviembre de 2008, Luk Internacional S.A. lo estreno con el DVD de Doraemon y los 7 magos.
- Datos: Q7986258